# 3men2 kbrn
3men2 kbrn (léase como "tremendo cabrón") es el nombre del séptimo álbum de estudio del rapero y cantante puertorriqueno Eladio Carrión. Fue publicado el 17 de marzo de 2023 a través de Rimas Entertainment LLC. Contiene colaboraciones con: Lil Wayne, Future, 50 Cent, Bad Bunny, Myke Towers, Quavo, Rich The Kid, Ñengo Flow, Lil Tjay, Luar La L y  Fivio Foreign.
El disco cuenta con un total de 18 canciones, entre las cuales se incluyen dos sencillos que salieron antes del lanzamiento de este: «Mbappe – Remix», en colaboración con Future y «Air France».

## Antecedentes
El álbum que precede a «3men2 kbrn», fue «SEN2 KBRN VOL.2», publicado en todas las plataformas digitales el 18 de noviembre de 2022. Tras el éxito de «Mbappé», incluido en el disco «SEN2 KBRN VOL.2», Eladio lanzó un remix de esta canción en colaboración con Future. El cantante puertorriqueño aprovechó esta colaboración para preparar su siguiente disco, en el que incluiría varias de sus colaboraciones soñadas que se añadirían a la de Future.
«3men2 kbrn» es el tercer y último proyecto bajo la terminología «KBRN». Dicho álbum cierra una trilogía y se convierte en el único de los tres que cuenta con colaboraciones. Eladio, en una entrevista para Billboard, declaró que este disco merecía tener grandes colaboraciones para cerrar con un broche de oro este ciclo.

## Promoción
La promoción del álbum estuvo marcada por la anunciación del «Sauce Boyz Fest», un festival de música organizado por Eladio y su equipo de trabajo. Este festival tuvo lugar los días 18 y 20 de mayo de 2023 en Puerto Rico. En dicho festival acudieron artistas como Duki, Wiz Khalifa, Tokischa o el propio Eladio Carrión, entre otros. Además, en dicho festival anunciaba su propia marca de cerveza, «Cerveza La H».
El festival fue anunciado un día después de que se diera a conocer el tracklist del disco por lo que generó un gran revuelo entre sus fanáticos. Junto al anuncio del festival, Eladio sacó «Air France», su segundo sencillo del álbum.

## Lista de canciones
| 3men2 kbrn |                                                          |                                                                                          |                                                                      |          |  |
| N.º        | Título                                                   | Escritor(es)                                                                             | Productor (es)                                                       | Duración |  |
| 1.         | «Padre Tiempo»                                           | DVLP, Eladio Carrión                                                                     | DVLP, Lou Caluso, Hydro, Bassy, G.O.K.B, LIL Mexico                  | 3:39     |  |
| 2.         | «Gladiador - Remix» (junto a Lil Wayne)                  | DVLP, Dwayne Michael Carter Jr., Eladio Carrión                                          | Hydro, Bassy, DVLP, Lil Geniuz, BASSCHARITY, Sean Turk, Foreign Teck | 3:17     |  |
| 3.         | «El Hokage»                                              | Eladio Carrión                                                                           | Bassy, Hide Miyabi, Hydro, Ronan Decierdo                            | 2:05     |  |
| 4.         | «Mbappé - Remix» (junto a Future)                        | Eladio Carrión, Nayvadius Wilburn                                                        | Hydro, Bassy, Hide Miyabi, Ronan Decierdo                            | 3:57     |  |
| 5.         | «Si Salimos» (junto a 50 Cent)                           | Curtis James Jackson III, Eladio Carrión                                                 | G.O.K.B, Nasa, Lil Geniuz                                            | 3:21     |  |
| 6.         | «¿Qué Carajos Quieres Tú Ahora?»                         | DVLP, Westen Weiss, Eladio Carrión                                                       | DVLP, Westen Weiss, XAY                                              | 2:35     |  |
| 7.         | «Cuevita»                                                | Eladio Carrión                                                                           | Hydro, Bassy                                                         | 2:40     |  |
| 8.         | «Coco Chanel» (junto a Bad Bunny)                        | DVLP, Benito Antonio Martínez Ocasio, Eladio Carrión                                     | DVLP, XAY                                                            | 3:28     |  |
| 9.         | «Si La Calle Llama - Remix» (junto a Myke Towers)        | Eladio Carrión, Michael Anthony Torres Monge                                             | Hydro, Bassy, Sauceman36, Yecko                                      | 4:00     |  |
| 10.        | «Peso a Peso» (junto a Quavo, Rich The Kid & Ñengo Flow) | Dimitri Leslie Roger, Edwin Rosa Vázquez Ortiz, Eladio Carrión, Quavious Keyate Marshall | Hide Miyabi, Vikas Prasad, Alex Stein                                | 3:37     |  |
| 11.        | «Mala Mía Otra Vez»                                      | DVLP, Eladio Carrión                                                                     | DVLP, Hydro, Bassy, Foreign Teck                                     | 2:47     |  |
| 12.        | «Friends - Remix» (junto a Lil Tjay & Luar La L)         | Eladio Carrión, Raúl Armando del Valle Robles, Tione Jayden Merritt                      | Hide Miyabi, Based1, Holy                                            | 4:08     |  |
| 13.        | «Quizás, Tal Vez»                                        | Eladio Carrión                                                                           | Hydro, Bassy, Hide Miyabi                                            | 2:27     |  |
| 14.        | «M3» (junto a Fivio Foreign)                             | Eladio Carrión, Maxie Lee Ryles III                                                      | G.O.K.B, LIL Mexico                                                  | 3:12     |  |
| 15.        | «Betty» (con SHB & Hydro)                                | Eladio Carrión                                                                           | SHB, Hydro, Bassy, Hide Miyabi, Alex Stein, Ronan Decierdo, eest.id  | 3:22     |  |
| 16.        | «Haciendo Dinero»                                        | Eladio Carrión                                                                           | Foreign Teck, UPNORTH, Sean Turk, Chris Hojas                        | 2:27     |  |
| 17.        | «¿Cómo?(Skit)»                                           | Eladio Carrión                                                                           |                                                                      | 0:36     |  |
| 18.        | «Air France»                                             | Eladio Carrión                                                                           | Foreign Teck, Theownlyhope, BASSCHARITY                              | 3:06     |  |

## Premios y nominaciones
| Año  | Premios                              | Categoría                    | Nominación                 | Ref.   |
| ---- | ------------------------------------ | ---------------------------- | -------------------------- | ------ |
| 2023 | Premios Juventud                     | Mejor Álbum Urbano Masculino | 3men2 kbrn                 | [ 9 ]  |
| 2023 | Premios Juventud                     | Colaboración OMG             | «Si Salimos» (ft. 50 Cent) | [ 9 ]  |
| 2023 | Premio Billboard de la Música Latina | Album Latin Rhythm del Año   | 3men2 kbrn                 | [ 10 ] |
| 2023 | Premios Grammy Latinos               | Mejor Álbum de Música Urbana | 3men2 kbrn                 | [ 11 ] |
| 2024 | Premios Lo Nuestro                   | Álbum del Año - Urban        | 3men2 kbrn                 | [ 12 ] |

| Año  | Premios                | Categoría                    | Nominación                    | Ref.   |
| ---- | ---------------------- | ---------------------------- | ----------------------------- | ------ |
| 2023 | Premios Juventud       | Mejor Canción Trap           | «Coco Chanel» (ft. Bad Bunny) | [ 9 ]  |
| 2023 | Premios Grammy Latinos | Mejor Canción de Rap/Hip Hop | «Coco Chanel» (ft. Bad Bunny) | [ 11 ] |

## Posicionamiento en listas
| Lista (2023)                  | Mejor posición | Ref.   |
| ----------------------------- | -------------- | ------ |
| España (PROMUSICAE)           | 1              | [ 13 ] |
| EE. UU. (Billboard 200)       | 37             | [ 14 ] |
| EE. UU. (Top Latin Albums)    | 3              | [ 14 ] |
| EE. UU. (Latin Rhythm Albums) | 3              | [ 14 ] |
| EE. UU. (Independent Albums)  | 2              | [ 14 ] |